# Konkolyfalva
Konkolyfalva település Romániában, Szilágy megyében.

## Fekvése
A község Nagyilondától nyugatra, a Szamos folyó bal partján, a Gyalu Agrysti hegy lábánál, Révkörtvélyessel szemben található. A község nyugati részén a Valya Varului patak ered.

## Nevének eredete
Magyar nevét állítólag az egykor itt bőven termő konkoly növény után kapta, míg román neve (Negreni) is a neghia (konkoly) szónak felel meg. Erre viszont semmilyen bizonyíték nincsen. A helység nevének eredete valószínűleg az egykori tulajdonosától, a Konkoli élő nemzetségtől származik.

## Története
Nevét az oklevelek 1591-ben említették először Konkoliosfalva vagy máskép Nyegenyefalfa néven.
Konkolyfalva a kolozsmegyei Almás várához tartozott, és at 1500-as évek közepén a Bornemissza és Kendi (Kendy) családok birtoka volt.
1590 évi osztozkodáskor a Kendy család tagjai közül ifjabb Kendy Gábornak jutott.
1595-ben Báthory Zsigmond a hűtlenné vált néhai Kendy Gábor részét Bocskai Istvánnak adományozta.
1600ban Bocskai István ugyancsak hűtlenség vádja miatt vesztette el a birtokot, amelyet Csáky István kapott meg.
1627-ben Konkolyfalva a Haller családé; Györgyé és Zsigmondé, valamint Bánffy Lászlóé volt. 1694-ben Kornis Zsigmond birtokolta. 
1696-ban török hódoltsági falu.
1725-ben a Kornis család tagjainak birtoka volt. 1820-ban pedig a gróf Lázár család volt a település birtokosa.
1891-ben 300 lakosa volt, melyből 286 görögkatolikus, 14 izraelita volt.
Konkolyfalva határában a Pre arbori határrészen a hagyomány szerint vár állott, melynek nyomai az 1800-as évek végén még láthatóak voltak.
A falu határában egy kisebb barlang is található. 
A trianoni békeszerződés előtt  Szolnok-Doboka vármegye Nagyilondai járásához tartozott.

## Nevezetességei
- Görögkatolikus fatemploma, melyet 1810-ben szenteltek fel az Őrangyalok tiszteletére. A templomot Popán Medve (Ursz) és Silen György építtették saját költségükön. Harangjai 1760-ból valók, felirattal vannak ellátva. Anyakönyvet 1824-től kezdve vezetnek.